# Triaspis collaris
Triaspis collaris är en stekelart som först beskrevs av Thomson 1874.  Triaspis collaris ingår i släktet Triaspis och familjen bracksteklar. Arten är reproducerande i Sverige. Inga underarter finns listade i Catalogue of Life.